# SEPTA Regional Rail
La SEPTA Regional Rail è il servizio ferroviario suburbano a servizio dell'area metropolitana di Filadelfia, divisa tra gli Stati della Pennsylvania, del Delaware e del New Jersey. Si compone di 13 linee e 154 stazioni per una lunghezza totale di 450 km ed è gestito dalla Southeastern Pennsylvania Transportation Authority o SEPTA.
Fulcro della rete è il Center City Commuter Connection, un passante ferroviario sotterraneo aperto nel 1984 che attraversa il centro città con tre stazioni: 30th Street, Suburban e Jefferson, e dove sono istradate tutte le linee. Nel 2015, con i suoi 37 804 600 passeggeri è risultato il quinto servizio ferroviario suburbano più trafficato di tutti gli Stati Uniti.

## La rete
| Linea                     | Percorso                                | Apertura | Lunghezza | Stazioni |
| ------------------------- | --------------------------------------- | -------- | --------- | -------- |
| Linea Airport             | Terminal E/F ↔ University City          | 1985     | 15,1 km   | 10       |
| Linea Chestnut Hill West  | North Philadelphia ↔ Chestnut Hill West | 1983     | 10,6 km   | 10       |
| Linea Media/Elwyn         | 30th Street ↔ Elwyn                     | 1983     | 24,3 km   | 19       |
| Linea Paoli/Thorndale     | Overbrook ↔ Thorndale                   | 1983     | 47,9 km   | 26       |
| Linea Trenton             | North Philadelphia ↔ Trenton            | 1983     | 45,1 km   | 11       |
| Linea Wilmington/Newark   | University City ↔ Wilmington ↔ Newark   | 1983     | 62,3 km   | 22       |
| Linea Chestnut Hill East  | Temple University ↔ Chestnut Hill East  | 1983     | 17,4 km   | 11       |
| Linea Fox Chase           | Temple University ↔ Fox Chase           | 1983     | 17,9 km   | 7        |
| Linea Lansdale/Doylestown | Temple University ↔ Doylestown          | 1983     | 51,9 km   | 27       |
| Linea Manayunk/Norristown | Temple University ↔ Elm Street          | 1983     | 25,7 km   | 16       |
| Linea Cynwyd              | Wynnefield Avenue ↔ Cynwyd              | 1983     | 2,9 km    | 3        |
| Linea Warminster          | Temple University ↔ Warminster          | 1983     | 28,9 km   | 17       |
| Linea West Trenton        | Temple University ↔ West Trenton        | 1983     | 48,9 km   | 24       |